# André Maschinot
André Maschinot (28 de junio de 1903 - 10 de marzo de 1963) fue un futbolista francés. Jugó para el FC Sochaux y para la  selección francesa en la Copa Mundial de Fútbol de 1930. Anotó 2 goles en el primer partido de la historia de los mundiales, contra México.
- Datos: Q521700
- Multimedia: André Maschinot / Q521700